# Mike Smith (guitarrista)
Mike Smith (Middle River, Maryland, 11 de outubro de 1973) é um músico americano, conhecido por seus trabalhos nas bandas Snot, TheStart e Limp Bizkit. Atualmente ele é vocalista e guitarrista da banda Evolver.